# Boechout

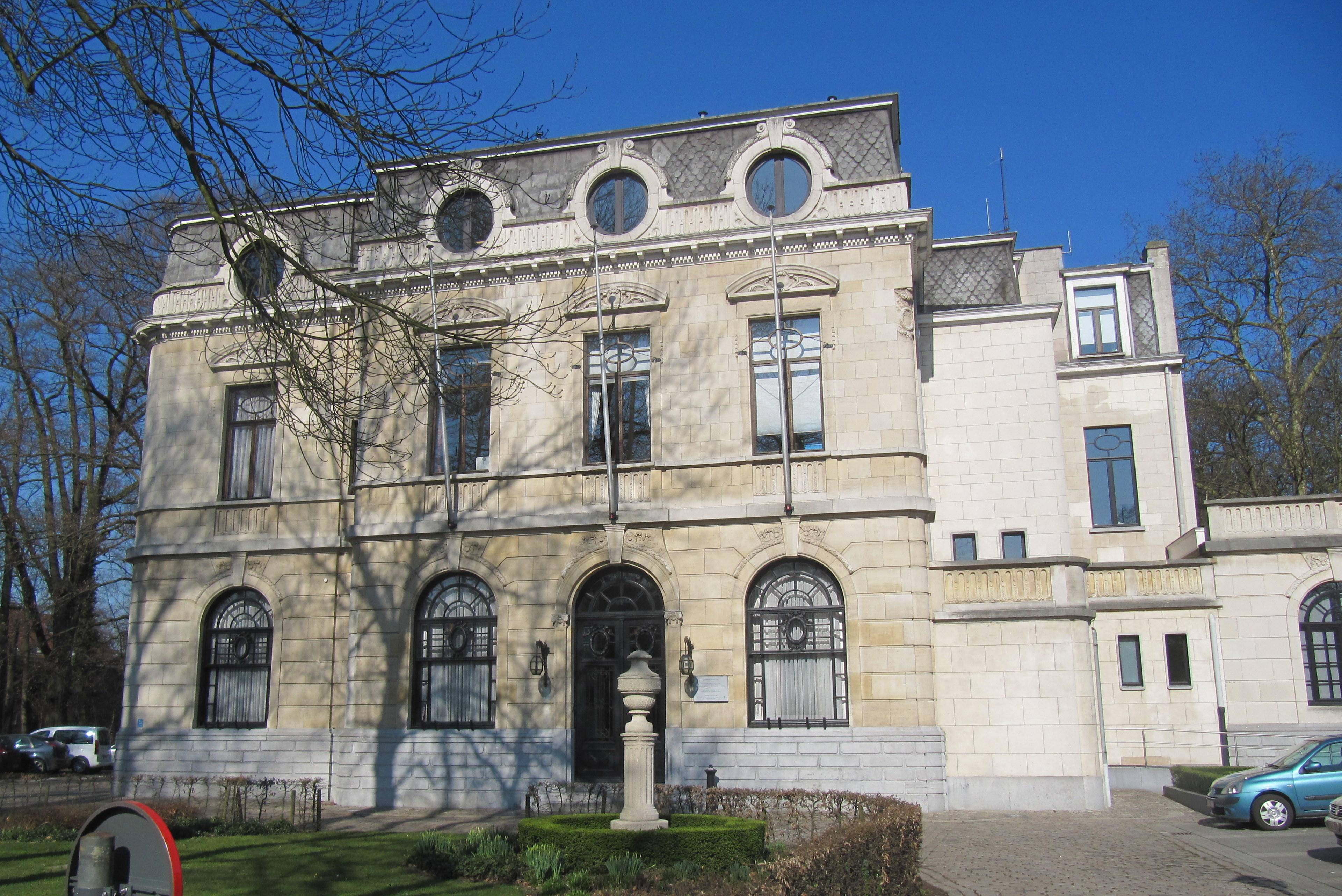
Gemeentehuis

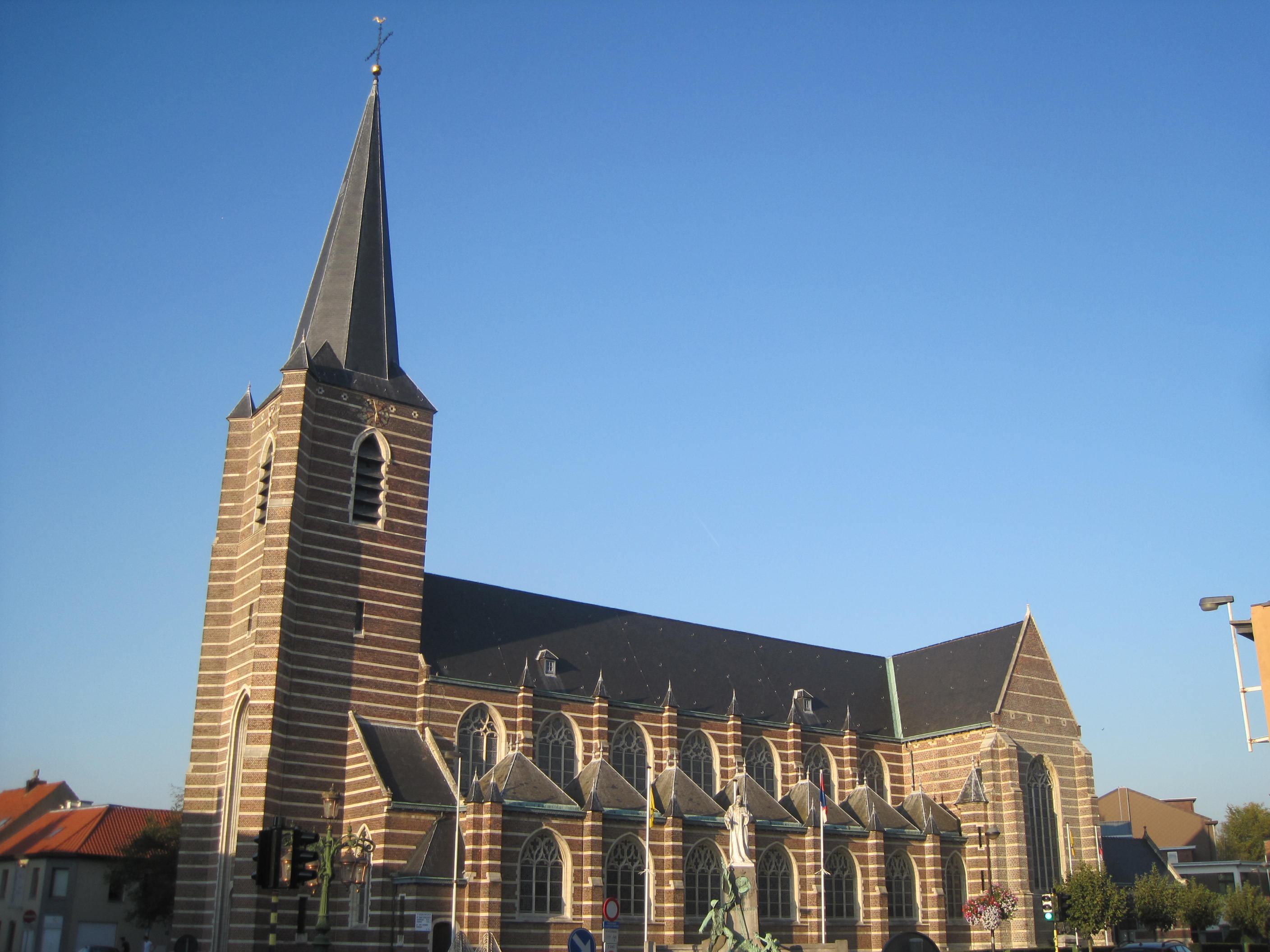
Sint-Bavokerk

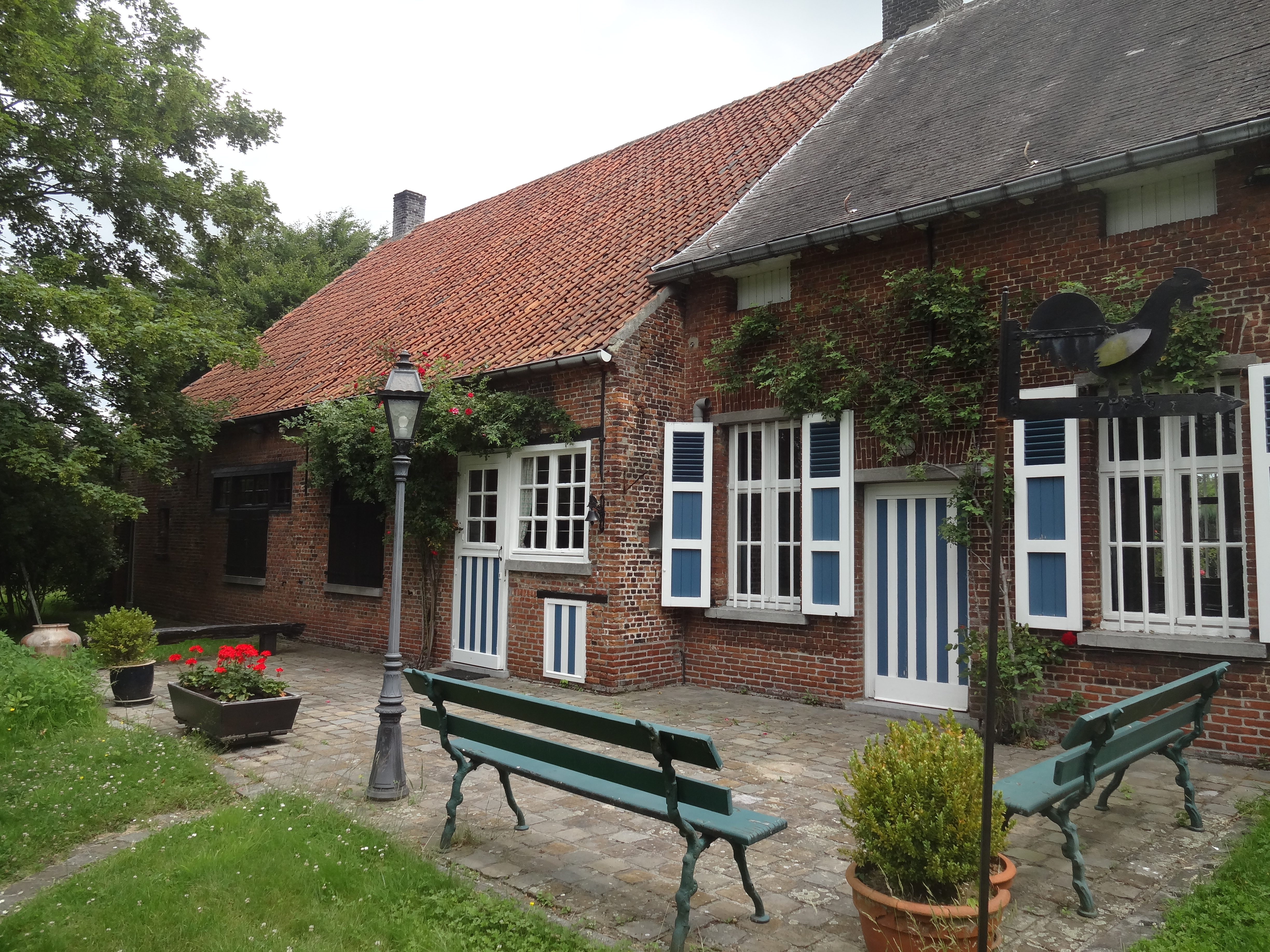
Schaliehoeve

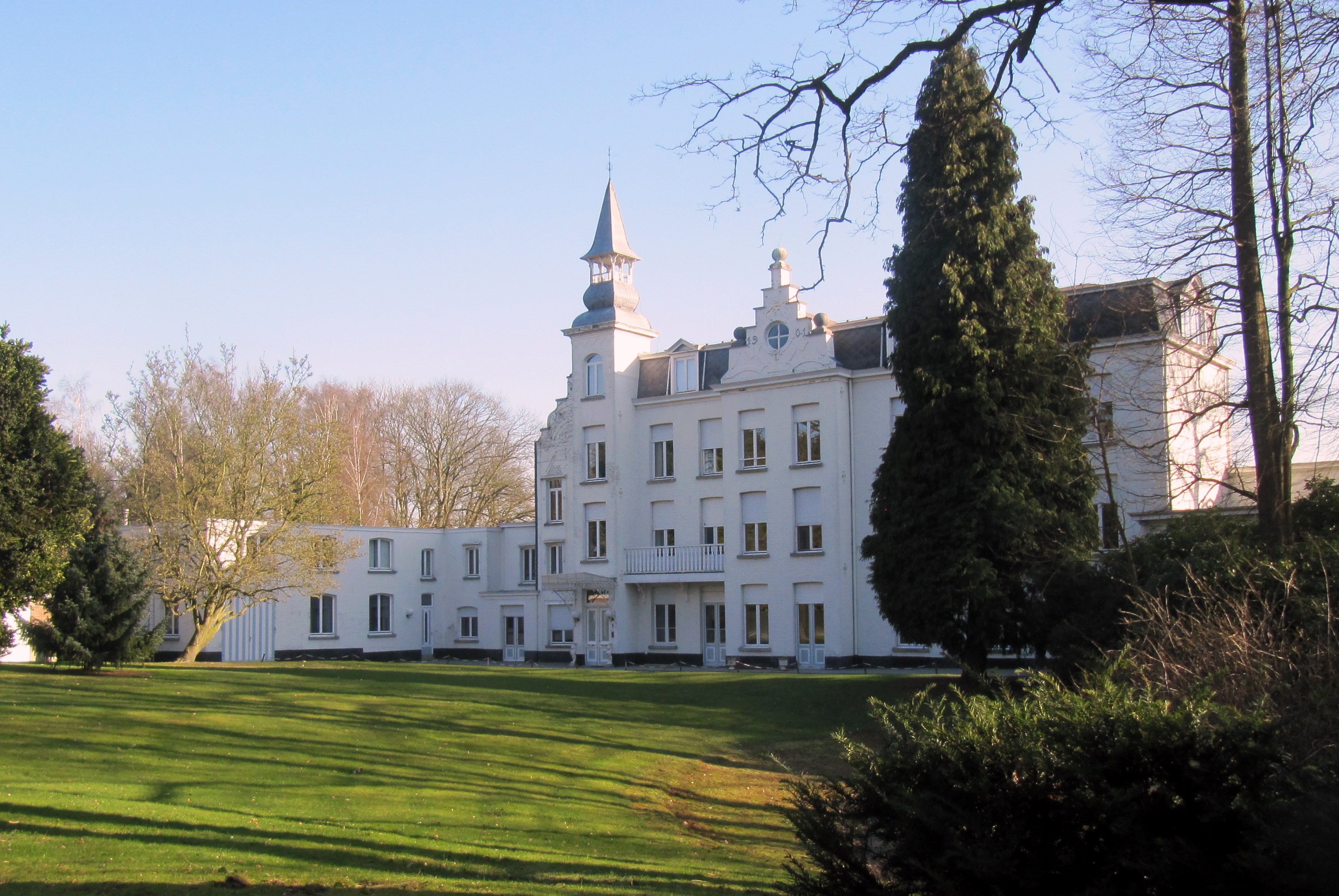
Landhuis Vijverhof

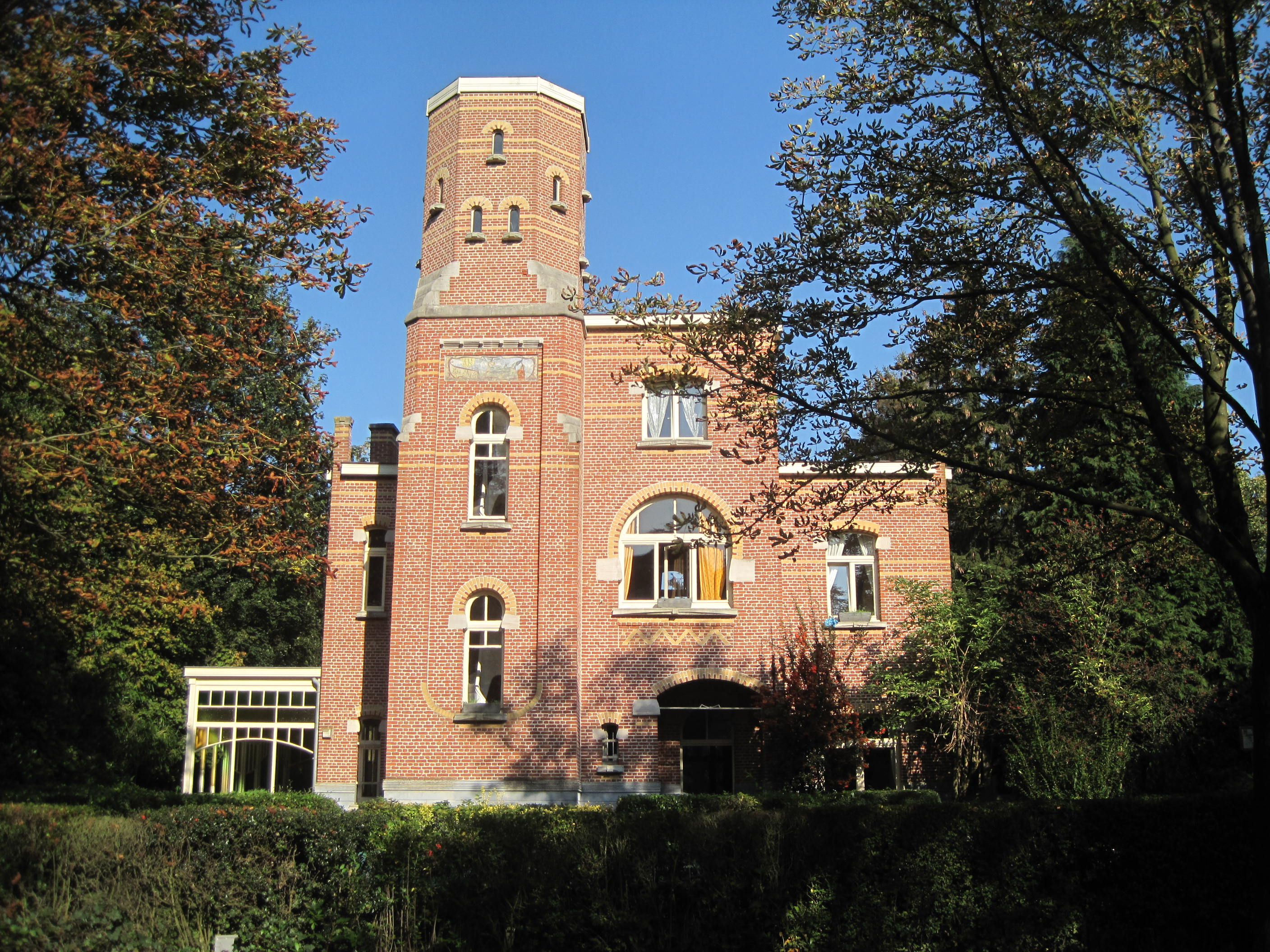
Landhuis De Dag

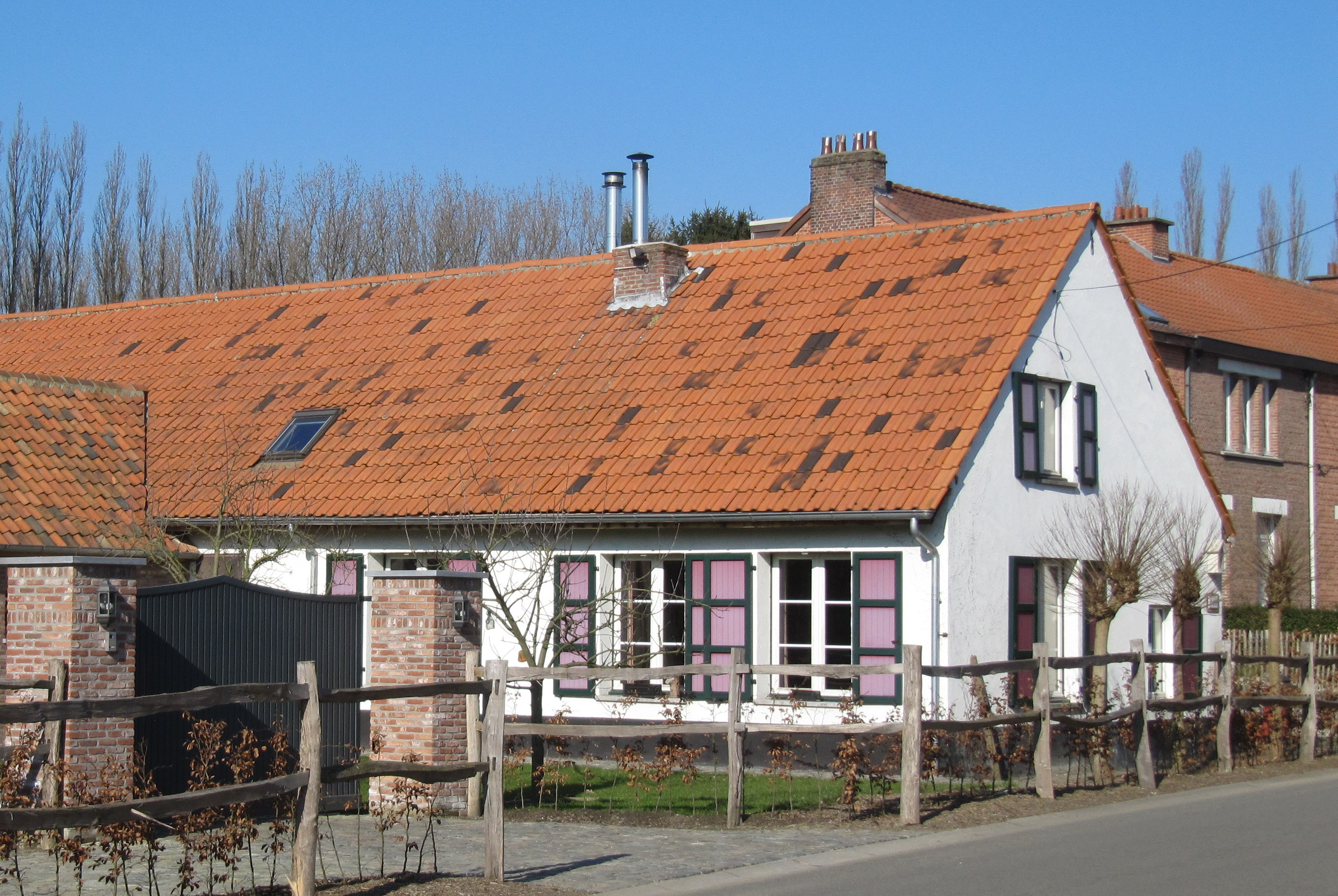
Langgestrekte hoeve in de Boshoek

Boechout is een gemeente in de Belgische provincie Antwerpen. De gemeente telt ruim 14.000 inwoners, verdeeld over de deelgemeentes Boechout en Vremde. De gemeente grenst aan Wommelgem, Ranst, Lier, Lint, Hove, Mortsel en vanaf 1 januari 2025 via de deelgemeente Borsbeek aan Antwerpen.
De gemeente behoort tot het kieskanton en het gerechtelijk kanton Kontich.

## Toponymie
De oudste vermelding van de gemeentenaam is Buocholt (974). Later volgende nog Bucolt (1108), Bouchout (1221) en Bocouth (1223). Het toponiem zou zijn afgeleid van de Germaanse woorden boko (beuk) en hulta (bos). Boechout kan dus vertaald worden als Beukenbos.

## Geschiedenis

### Middeleeuwen
Het oudste document waarin Boechout wordt vermeld is gedateerd van 974. In deze akte geeft keizer Otto II aan de monniken van de Sint-Baafsabdij te Gent "de villa Buocholt met kerk en afhankelijkheden" gelegen in de pagus Rien terug nadat deze verloren gegaan waren tijdens de invallen van de Noormannen in de 9de eeuw.
De kerk is gesticht door de monniken en is toegewijd aan de Heilige Bavo, kloosterling van dezelfde orde. De bezittingen van de Sint-Baafsabdij te Boechout werden beheerd via haar cijnshof "Het Hof van Sombeke". Dit Hof was ook de zetel van de administratie van haar bezittingen. Zij omvatte een eigen schepenbank: de schepenen van Sombeke.
De hertogelijke gronden te Boechout werden in de 13de eeuw door de hertog van Brabant in leen uitgegeven aan de Berthouts, heren van Mechelen en Berlaar.
In de 14de eeuw behoorde de heerlijkheid Boechout tijdelijk aan Lodewijk van Male, Graaf van Vlaanderen, en kwam nadien onder het gezag van de heren van Cantincrode (Mortsel). Achtereenvolgens behoorde Boechout tot de families Van Ranst, Granvelle, Peckius, van den Cruyce, Stockmans, van Baerland, Courtois en van Colen.

### Ancien régime
Zowel tijdens de godsdienstoorlogen van de 16de eeuw, de wraakacties van geuzen in de 17de eeuw tegen het katholieke Zuid-Nederland, als tijdens de Spaans-Franse troonopvolgingsoorlogen kreeg Boechout zijn deel van het oorlogsgeweld en de oorlogsbelastingen te verduren.
Onder Frans bewind (1794-1814) behoorde de gemeente tot het Departement van de Twee Neten. Tijdens de "Boerenkrijg" (1798) kwam het op de grens tussen Boechout en Mortsel tot een open strijd tussen 600 gewapende opstandelingen en Franse troepen, die tot de aftocht gedwongen werden.

### Moderne tijd
Ook de beide wereldoorlogen uit de 20e eeuw eisten te Boechout verschillende slachtoffers, zowel militaire als burgerlijke. Vooral de V-bommen-campagne van het einde van de Tweede Wereldoorlog blijft nog steeds in het geheugen van de Boechoutenaren gegrift.
In 1977 werd Boechout met de gemeente Vremde verenigd.
Vandaag is Boechout een residentiële licht verstedelijkte randgemeente van de Antwerpse agglomeratie.

## Geografie

### Deelgemeenten
|   | Naam     | Opp. (km²) | Inwoners (2020) | Inwoners per km² | NIS-code |
| - | -------- | ---------- | --------------- | ---------------- | -------- |
| 1 | Boechout | 13,94      | 10.756          | 772              | 11004A   |
| 2 | Vremde   | 6,77       | 2.613           | 386              | 11004B   |

### Aangrenzende gemeenten
| Aangrenzende gemeenten                     | Aangrenzende gemeenten | Aangrenzende gemeenten | Aangrenzende gemeenten | Aangrenzende gemeenten |
| ------------------------------------------ | ---------------------- | ---------------------- | ---------------------- | ---------------------- |
| Borsbeek (vanaf 1 januari 2025: Antwerpen) |                        | Wommelgem              |                        | Ranst                  |
|                                            |                        |                        |                        |                        |
| Mortsel                                    | Emblem-Broechem        |                        |                        |                        |
|                                            |                        |                        |                        |                        |
| Hove                                       |                        | Lint                   |                        | Lier                   |

## Bezienswaardigheden
- De Sint-Bavokerk
- De windmolen Den Steenen Molen
- De Courtoiskapel
- Het Klooster van de Witte Paters

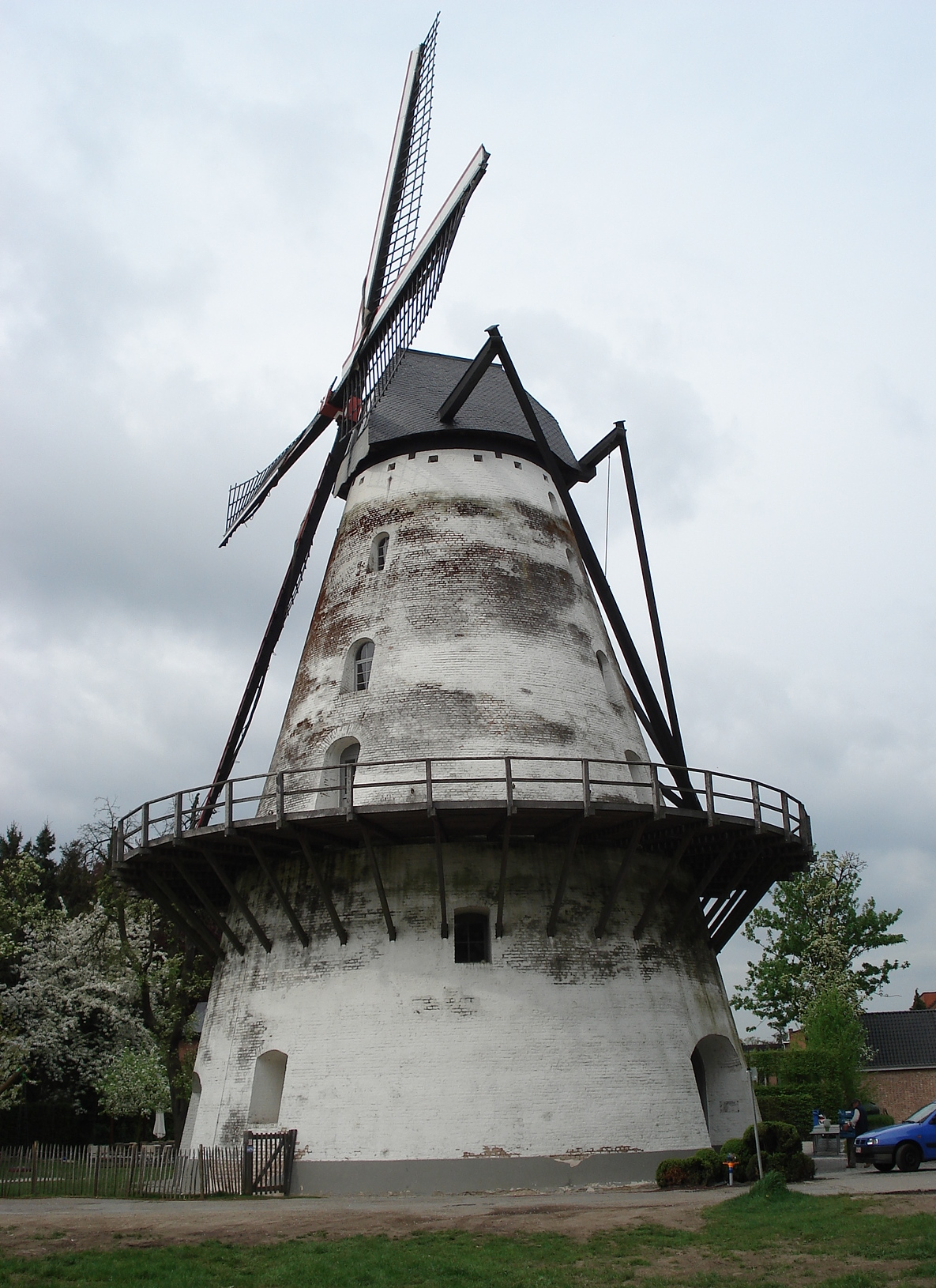
De Steenen Molen

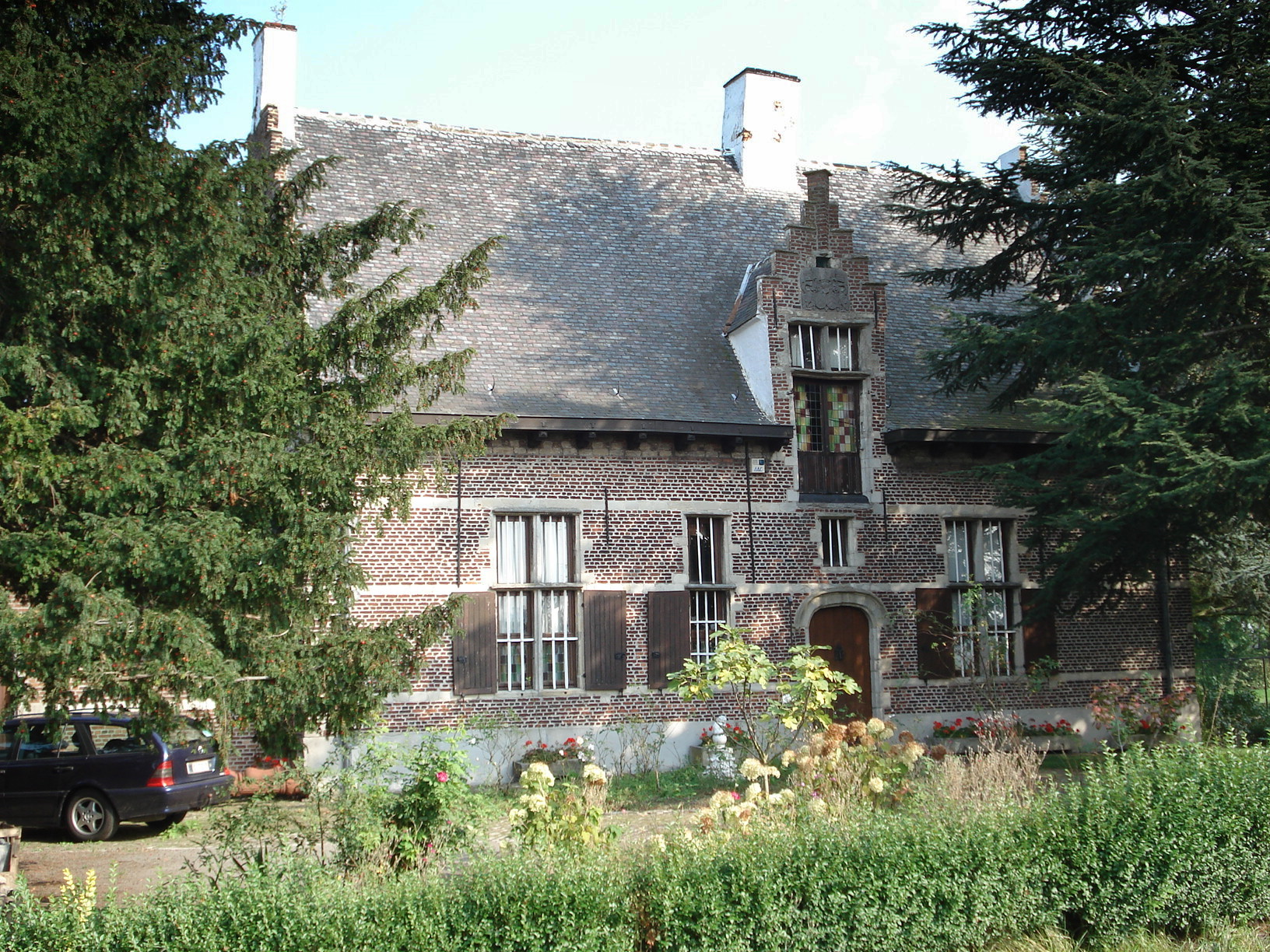
Labristratenhof, alias Spokenhof, renaissanceslot uit 1610, waar Jef Van Hoof woonde van 1926 tot aan zijn dood in 1959.

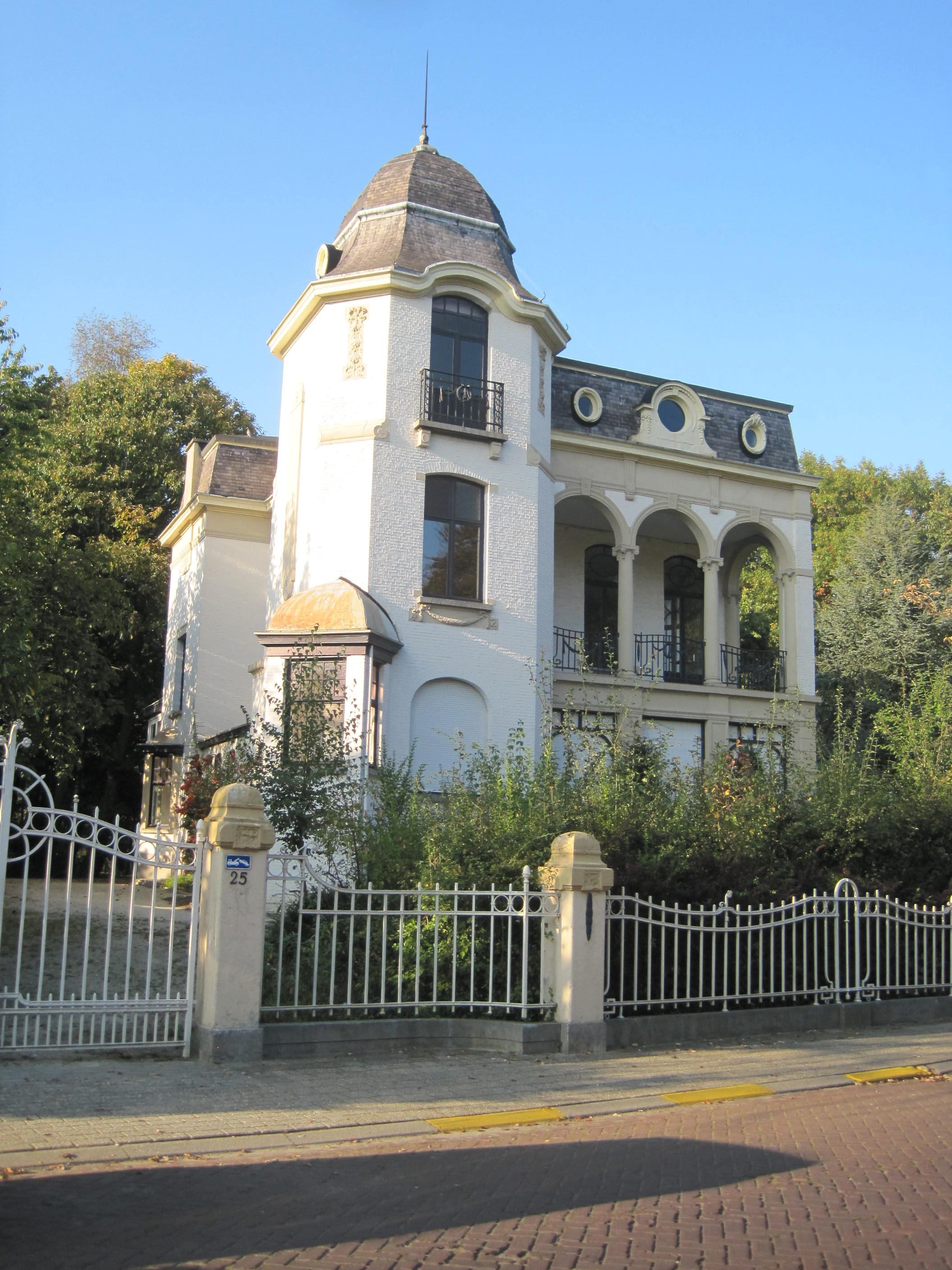
Landhuis Les Clématites

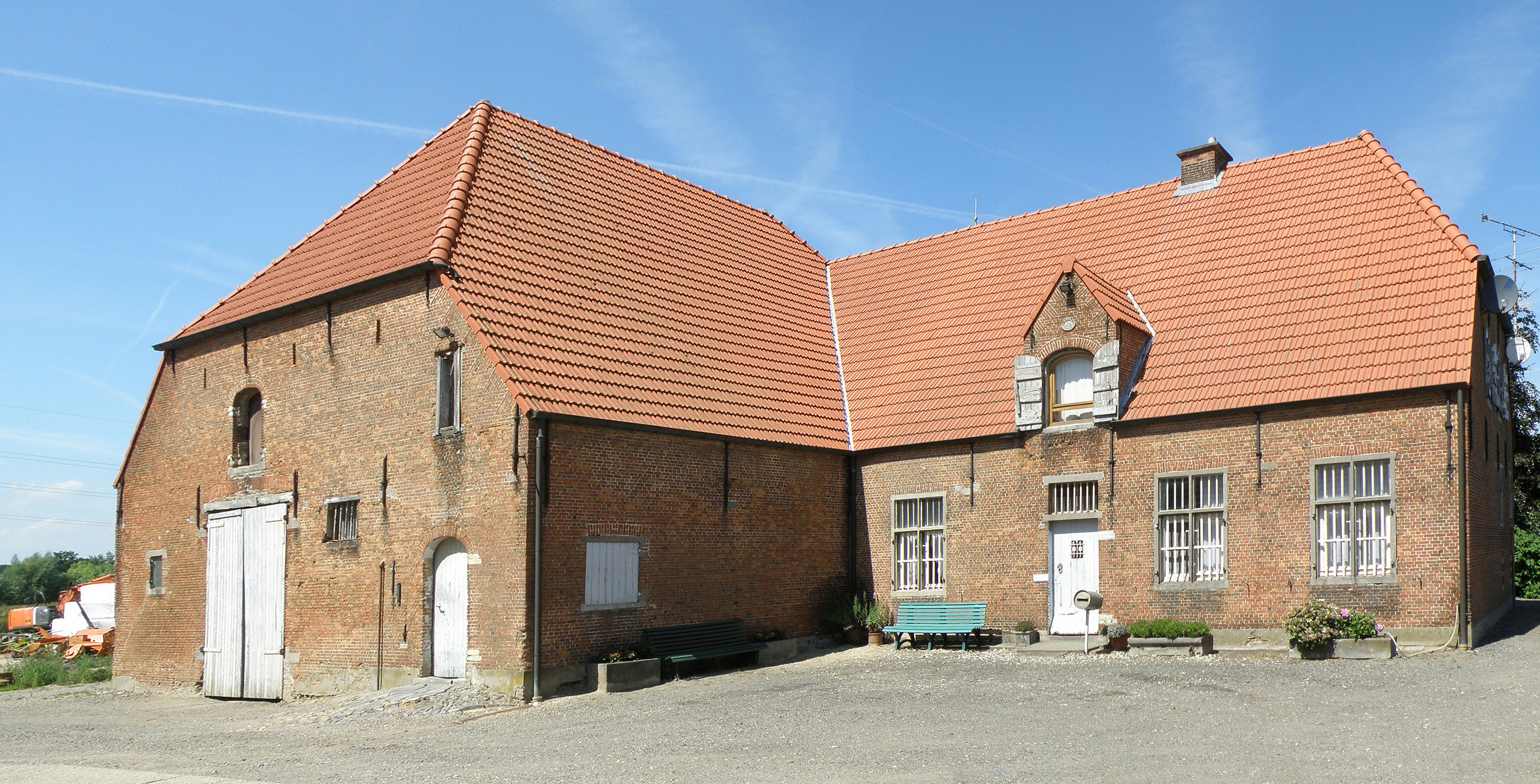
Hoeve De Langmorter

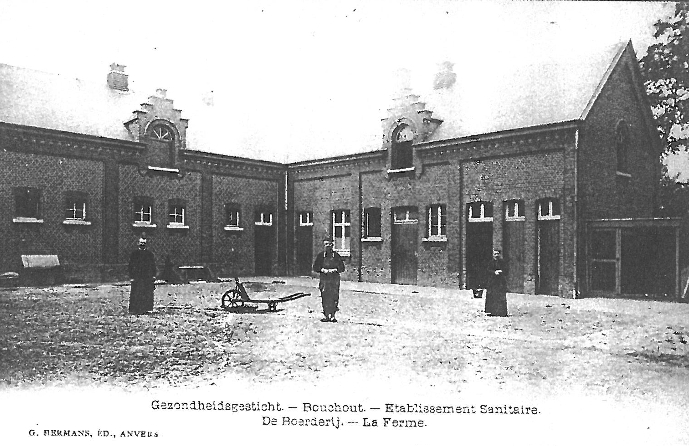
Psychiatrisch Centrum Broeders Alexianen

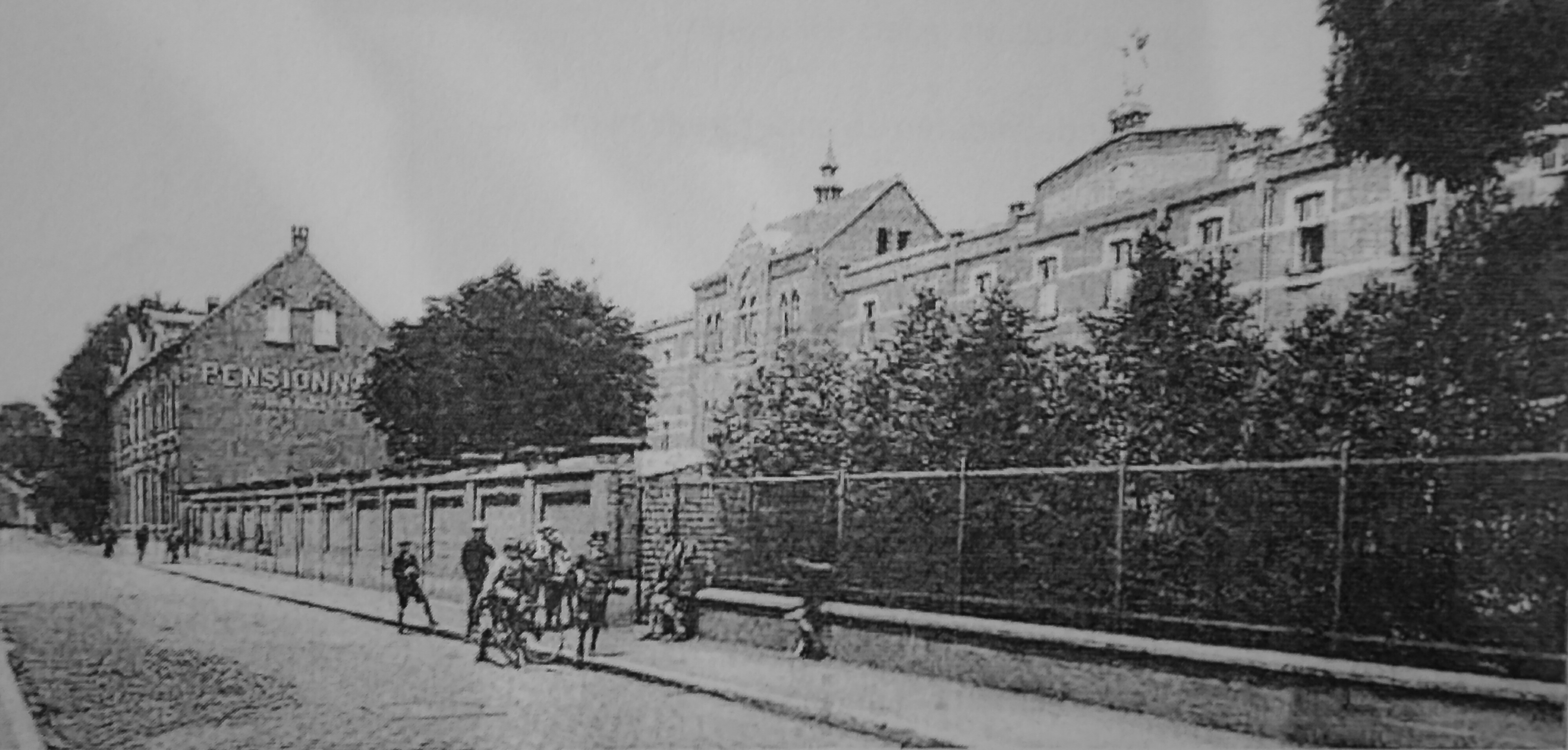
Sint-Gabriëlcollege

- Het Kasteel Vredenberg of Hof van Boechout
- Het Kasteel Fruithof
- Het Kasteel Ropstock
- Het Jef Van Hoofmonument op het Jef Van Hoofplein
- Het monument van "Bulletje en Bonestaak" (stripfiguren van George van Raemdonck) in het George van Raemdonckpark
- De Schaliehoeve
- Diverse landhuizen en boerderijen
- In de voortuin van een villa staat de dikste Hongaarse eik van België.[1]

## Natuur en landschap
Boechout is gelegen op de scheiding van de Nete en de Schelde met een hoogste punt van ongeveer 18 meter. De plaats ligt aan de rand van de Antwerpse agglomeratie en kent, naast landbouw en glastuinbouw, ook villawijken. Het belangrijkste natuurgebied is het Bos van Moretus.

## Parken
- Het Heuvelhof: huidige gemeentepark rond gelijknamig kasteel in neo-Lodewijk XVI stijl uit begin van de 20ste eeuw. Gevarieerd bomenbestand met onder meer: gewone en rode beuk, tamme en wilde kastanje, plataan en Amerikaanse eik.[2] Openbaar en toegankelijk.
- Het George van Raemdonckpark: park rond het landhuis 'Les Peupliers' en voormalig gemeentepark. Gevarieerd bomenbestand met onder meer: rode beuk, treurbeuk, zomereik, Amerikaanse eik, tamme kastanje en treures. Centraal een monumentale rode beuk met een omtrek van 507 cm (2023).[2] Openbaar en toegankelijk.
- Domein van het Hof van Bouchout: park in de Engelse landschapsstijl met waterpartijen, slingerende paden, dreven en oude en monumentale bomen. Privé en niet toegankelijk. Ten noorden loopt een beukendreef die wel toegankelijk is.
- Het Vijverhof: waardevol historisch park dat op termijn publiek doorwaadbaar zou worden. [3]

## Demografie

### Spreiding van de bevolking
80% van de bevolking woont in Boechout zelf (10 674 inw.), de rest in de deelgemeente Vremde (2 592 inw). Samen goed voor 65 nationaliteiten.

### Demografische evolutie deelgemeente voor de fusie
- Bronnen:NIS, Opm:1831 tot en met 1970=volkstellingen, 1976= inwonersaantal op 31 december

### Demografische ontwikkeling van de fusiegemeente
Alle historische gegevens hebben betrekking op de huidige gemeente, inclusief deelgemeenten, zoals ontstaan na de fusie van 1 januari 1977.
- Bronnen:NIS, Opm:1806 tot en met 1981=volkstellingen; 1990 en later= inwonertal op 1 januari

| Inwoners van jaar tot jaar op 1 januari 1992 tot heden | Inwoners van jaar tot jaar op 1 januari 1992 tot heden | Inwoners van jaar tot jaar op 1 januari 1992 tot heden |
| jaar                                                   | Aantal                                                 | Evolutie: 1992=index 100                               |
| ------------------------------------------------------ | ------------------------------------------------------ | ------------------------------------------------------ |
| 1992                                                   | 11.309                                                 | 100,0                                                  |
| 1993                                                   | 11.382                                                 | 100,6                                                  |
| 1994                                                   | 11.512                                                 | 101,8                                                  |
| 1995                                                   | 11.586                                                 | 102,4                                                  |
| 1996                                                   | 11.659                                                 | 103,1                                                  |
| 1997                                                   | 11.744                                                 | 103,8                                                  |
| 1998                                                   | 11.797                                                 | 104,3                                                  |
| 1999                                                   | 11.908                                                 | 105,3                                                  |
| 2000                                                   | 11.919                                                 | 105,4                                                  |
| 2001                                                   | 11.953                                                 | 105,7                                                  |
| 2002                                                   | 11.886                                                 | 105,1                                                  |
| 2003                                                   | 11.974                                                 | 105,9                                                  |
| 2004                                                   | 11.953                                                 | 105,7                                                  |
| 2005                                                   | 11.992                                                 | 106,0                                                  |
| 2006                                                   | 12.090                                                 | 106,9                                                  |
| 2007                                                   | 12.149                                                 | 107,4                                                  |
| 2008                                                   | 12.333                                                 | 109,1                                                  |
| 2009                                                   | 12.589                                                 | 111,3                                                  |
| 2010                                                   | 12.749                                                 | 112,7                                                  |
| 2011                                                   | 12.728                                                 | 112,5                                                  |
| 2012                                                   | 12.724                                                 | 112,5                                                  |
| 2013                                                   | 12.774                                                 | 113,0                                                  |
| 2014                                                   | 12.804                                                 | 113,2                                                  |
| 2015                                                   | 12.792                                                 | 113,1                                                  |
| 2016                                                   | 12.844                                                 | 113,6                                                  |
| 2017                                                   | 12.908                                                 | 114,1                                                  |
| 2018                                                   | 13.120                                                 | 116,0                                                  |
| 2019                                                   | 13.266                                                 | 117,3                                                  |
| 2020                                                   | 13.372                                                 | 118,2                                                  |
| 2021                                                   | 13.527                                                 | 119,6                                                  |
| 2022                                                   | 13.733                                                 | 121,4                                                  |
| 2023                                                   | 13.806                                                 | 122,1                                                  |
| 2024                                                   | 13.831                                                 | 122,3                                                  |
| 2025                                                   | 14.084                                                 | 124,5                                                  |

## Politiek

### Structuur
| Boechout         | Boechout         | Supranationaal         | Nationaal                         | Nationaal           | Gemeenschap         | Gewest              | Provincie           | Arrondissement  | Provinciedistrict | Kanton          | Gemeente        |
| ---------------- | ---------------- | ---------------------- | --------------------------------- | ------------------- | ------------------- | ------------------- | ------------------- | --------------- | ----------------- | --------------- | --------------- |
| Administratief   | Niveau           | Europese Unie          | België                            | België              | Vlaanderen          | Vlaanderen          | Antwerpen           | Antwerpen       | Antwerpen         | Antwerpen       | Boechout        |
| Administratief   | Bestuur          | Europese Commissie     | Belgische regering                | Belgische regering  | Vlaamse regering    | Vlaamse regering    | Deputatie           | Deputatie       | Deputatie         | Deputatie       | Gemeentebestuur |
| Administratief   | Raad             | Europees Parlement     | Kamer van volksvertegenwoordigers | Vlaams Parlement    | Vlaams Parlement    | Vlaams Parlement    | Provincieraad       | Provincieraad   | Provincieraad     | Provincieraad   | Gemeenteraad    |
| Kiesomschrijving | Kiesomschrijving | Nederlands Kiescollege | Kieskring Antwerpen               | Kieskring Antwerpen | Kieskring Antwerpen | Kieskring Antwerpen | Kieskring Antwerpen | Antwerpen       | Boom              | Kontich         | Boechout        |
| Verkiezing       | Verkiezing       | Europese               | Federale                          | Federale            | Vlaamse             | Vlaamse             | Provincieraads-     | Provincieraads- | Provincieraads-   | Provincieraads- | Gemeenteraads-  |

### Geschiedenis

#### (Voormalige) Burgemeesters
| Tijdspanne | Tijdspanne   | Burgemeester                   |
| ---------- | ------------ | ------------------------------ |
|            | 1800 - 1801  | Jan-Frans Segers               |
|            | 1801 - 1807  | Jan-Frans Van den Berghe       |
|            | 1807 - 1808  | Jan-Ferdinand Laeremans        |
|            | 1808 - 1818  | Jan-Frans Segers               |
|            | 1818 - 1822  | Petrus-Josephus Corluy         |
|            | 1823 - 1830  | Jan-Frans Gellynck             |
|            | 1830 - 1836  | Gaspar-Frans-Jozef Mertens     |
|            | 1836 - 1848  | Jan-Frans Vercammen            |
|            | 1848 - 1854  | Joannes Hermans                |
|            | 1855 - 1869  | Jan Corluy                     |
|            | 1869 - 1872  | Jan-Baptist Wagemans           |
|            | 1872 - 1896  | Theodoor Moretus de Bouchout   |
|            | 1896 - 1898  | Paul Van Cutsem                |
|            | 1900 - 1911  | August Corluy                  |
|            | 1912 - 1921  | Karel Brees                    |
|            | 1921 - 1940  | Theo Tuts                      |
|            | 1941 - 1944  | Staf Van Sintjan               |
|            | 1944 - 1964  | Laurent Van den Eynde          |
|            | 1965 - 1976  | Gust Geens (CVP)               |
|            | 1977 - 1985  | Etienne Aussems (CVP)          |
|            | 1985 - 1994  | Fred Entbrouxk (VU)            |
|            | 1995 - 2007  | Albert Mariën (VLD / LA)       |
|            | 2007 - heden | Koen T'Sijen (Spirit / PRO BV) |

#### Legislatuur 2024 - 2030
De coalitie bestond uit PRO Boechout&Vremde, Groen-Gangmaker en Hart voor Boechout-Vremde (CD&V) met 13 van de 23 zetels.
- Burgemeester: Koen T'Sijen (PRO Boechout&Vremde)
- Schepencollege: Els Augustinus (PRO Boechout&Vremde), Kris Swaegers (Groen-Gangmaker), Nathalie Van Puyvelde (PRO Boechout&Vremde), Dirk Collet (Hart voor Boechout-Vremde), Katrijne Van Hoof (PRO Boechout&Vremde)

Verder bestond de gemeenteraad uit:
- PRO Boechout&Vremde: Philip Verstappen (voorzitter gemeenteraad), Rudi Goyvaerts, Jesse Franquet, Ria Van Den Heuvel, Bruno Doms en Ferre Marques da Silva
- N-VA: Sven Snyders, Christel Naenen, Joris Wustenberghs, Bjorn Aartgeerts, Annelies Veron en Erik Philibert
- 't Dorp: Filip Peeters, Lode Van den Brande, Tine Bracke
- Groen-Gangmaker: Joost Derkinderen
- Vlaams Belang: Mieke Kaniszai

#### Legislatuur 2019 - 2024
De coalitie bestond uit PRO Boechout&Vremde, CD&V en Groen-Gangmaker met 14 van de 23 zetels.
- Burgemeester: Koen T'Sijen (PRO Boechout&Vremde)
- Schepencollege: Els Augustinus (PRO Boechout&Vremde), Dirk Crollet (CD&V), Rudi Goyvaerts (PRO Boechout&Vremde),  Kris Swaegers (Groen-Gangmaker) en Philip Verstappen (PRO Boechout&Vremde)

Verder bestond de gemeenteraad uit:
- PRO Boechout&Vremde:  Ria Van Den Heuvel (voorzitter gemeenteraad en OCMW-raad), Bruno Doms, Marleen Dolfeyn, Johan Van Hoof, Fernando do Marques da Silva, Lotte Vanstraelen
- CD&V: Willy Van Genechten
- N-VA: Christel Naenen, Erik Philibert, Sven Snyders, Annelies Veron, Greet van Brussel
- Groen-Gangmaker: Joost Derkinderen
- Vlaams Belang: Wally Liekens
- 't Dorp: Filip Peeters, Ines De Keulenaer, Lode Van den Brande

#### Legislatuur 2013 - 2018
De coalitie bestond uit PRO Boechout&Vremde, CD&V en Groen-Gangmaker met 15 van de 23 zetels.
- Burgemeester: Koen T'Sijen (PRO Boechout&Vremde)
- OCMW-voorzitter: Stine Bertels (PRO Boechout&Vremde)
- Schepencollege: Dirk Crollet (CD&V), Rudi Goyvaerts (PRO Boechout&Vremde), Els Augustinus (PRO Boechout&Vremde), Ria Van Den Heuvel (PRO Boechout&Vremde), Mik Renders (Groen-Gangmaker) en Stine Bertels (PRO Boechout&Vremde)

Verder bestaat de gemeenteraad uit:
- PRO Boechout&Vremde: Bruno Doms, Floor Meulepas, Johan Van Hoof, Nancy Vanhees, Sarah Verrees, Philip Verstappen
- CD&V: Jeroen Truyens (voorzitter gemeenteraad), Kathleen Sebreghts,
- N-VA: Fred Entbrouxk, Christel Naenen, Erik Philibert, Sven Snyders, Luc Van Ouytsel, Annelies Veron, Peter Vlemincx
- Groen-Gangmaker: Leen Van den Eeden
- Gemeentebelangen: Albert Mariën

#### Legislatuur 2007 - 2012
De coalitie bestond uit PRO Boechout&Vremde, Groen! en CD&V met 14 van de 23 zetels.
- Burgemeester: Koen T'Sijen (PRO Boechout&Vremde)
- OCMW-voorzitter: Willy Vangenechten (CD&V)
- Schepencollege: Ria Van Den Heuvel (PRO), Rudi Goyvaerts (PRO), Dirk Crollet (CD&V), Els Augustinus (PRO), Mik Renders (Groen!)

Verder bestond de gemeenteraad uit:
- CD&V: Jeroen Truyens (voorzitter)
- Pro: Bruno Doms, Stef Voets, Johan Van Hoof, Philip Verstappen, Floor Meulepas
- Groen!: Kris Swaegers
- N-VA:
- Vlaams Belang: Albert Mariën
- Zetelend als Onafhankelijke: Luk Van Ouytsel en Peter Vleminckx

#### Resultaten gemeenteraadsverkiezingen sinds 1976
| Partij of kartel     | Partij of kartel                                | 10-10-1976 | 10-10-1976 | 10-10-1982 | 10-10-1982 | 9-10-1988 | 9-10-1988 | 9-10-1994 | 9-10-1994 | 8-10-2000 | 8-10-2000 | 8-10-2006 | 8-10-2006 | 14-10-2012 | 14-10-2012 | 14-10-2018 | 14-10-2018 | 13-10-2024 | 13-10-2024 |
| Stemmen / Zetels     | Stemmen / Zetels                                | %          | 21         | %          | 21         | %         | 21        | %         | 21        | %         | 21        | %         | 23        | %          | 23         | %          | 23         | %          | 23         |
| -------------------- | ----------------------------------------------- | ---------- | ---------- | ---------- | ---------- | --------- | --------- | --------- | --------- | --------- | --------- | --------- | --------- | ---------- | ---------- | ---------- | ---------- | ---------- | ---------- |
|                      | SP1/ sp.a-spirit2/ PRO Boechout&Vremde3         | 11,481     | 2          | 9,151      | 1          | 8,341     | 1         | 6,241     | 0         | -         |           | 17,622    | 5         | 36,053     | 10         | 36,83      | 10         | 35,33      | 10         |
|                      | Gangmaker1/ Agalev2/ Groen-Gangmaker3           | -          |            | 8,211      | 1          | 9,032     | 1         | 18,52     | 4         | 19,452    | 4         | 13,743    | 3         | 10,403     | 2          | 12,63      | 2          | 12,73      | 2          |
|                      | CVP1/ CD&V2/ Hart voor Boechout-Vremde3         | 36,711     | 8          | 30,641     | 8          | 25,881    | 6         | 25,891    | 7         | 20,11     | 4         | 23,412    | 6         | 13,082     | 3          | 10,02      | 2          | 7,13       | 1          |
|                      | PVV1/ VLD2/ VLD-Vivant3/ Open Vld4              | -          |            | -          |            | 13,111    | 3         | 15,22     | 3         | 202       | 4         | 12,863    | 3         | 6,344      | 0          | -          |            | -          |            |
|                      | Vlaams Blok1/ Vlaams Belang2/ Gemeentebelangen3 | -          |            | -          |            | -         |           | 9,261     | 1         | 14,11     | 3         | 17,482    | 4         | 6,893      | 1          | 6,423      | 1          | 6,92       | 1          |
|                      | VU1/ BV2000A/ VU&ID2/ N-VA3                     | 20,851     | 4          | 18,261     | 4          | 28,931    | 7         | 24,91A    | 6         | 26,362    | 6         | 3,283     | 0         | 27,243     | 7          | 21,63      | 5          | 24,33      | 6          |
|                      | Gemeentebelangen1                               | 30,971     | 7          | 27,831     | 7          | 14,711    | 3         | 24,91A    | 6         | -         |           | -         |           | -          |            | -          |            | -          |            |
|                      | 't Dorp                                         | -          |            | -          |            | -         |           | -         |           | -         |           | -         |           | -          |            | 12,7       | 3          | 13,8       | 3          |
|                      | TEAM-B/V                                        | -          |            | -          |            | -         |           | -         |           | -         |           | 11,61     | 2         | -          |            | -          |            | -          |            |
|                      | TIJL                                            | -          |            | 5,91       | 0          | -         |           | -         |           | -         |           | -         |           | -          |            | -          |            | -          |            |
| Totaal stemmen       | Totaal stemmen                                  | 6698       | 6698       | 7232       | 7232       | 7739      | 7739      | 7961      | 7961      | 8327      | 8327      | 8600      | 8600      | 9003       | 9003       | 9432       | 9432       | 7360       | 7360       |
| Opkomst %            | Opkomst %                                       |            |            |            |            | 92,99     | 92,99     | 91,41     | 91,41     | 92,14     | 92,14     | 92,72     | 92,72     | 90,56      | 90,56      | 92,3       | 92,3       | 68,6       | 68,6       |
| Blanco en ongeldig % | Blanco en ongeldig %                            | 4,26       | 4,26       | 4,96       | 4,96       | 4,13      | 4,13      | 4,65      | 4,65      | 3,13      | 3,13      | 2,53      | 2,53      | 2,40       | 2,40       | 1,7        | 1,7        | 0,3        | 0,3        |

De in vetjes aangeduide getallen geven de bestuursmeerderheid weer. De grootste partij is in kleur.

## Cultuur

### Evenementen
- Sfinks, is een gratis vierdaags festival in het laatste weekend van de maand juli
- Sfinks Mundial, is het kleine broertje van Sfinks en wordt georganiseerd halverwege de maand mei. Er worden doorgaans enkele optredens georganiseerd. Het hele gebeuren gaat gepaard met een wereldmarkt.
- Wereldkartoenale "George van Raemdonck", een driejaarlijks evenement dat georganiseerd wordt door IHA vzw

## Religie en levensbeschouwing

### Rooms-katholieke kerk
De gemeente wordt onderverdeeld in twee parochies, met name de Sint-Bavoparochie (Boechout) en de Sint-Janparochie (Vremde). Ze maken deel uit van de pastorale eenheid Immanuel die op haar beurt deel uitmaakt van het dekenaat Kempen-West in het Bisdom Antwerpen.

### Protestants-Evangelische kerk
De Protestants Evangelische kerk verzorgt de Protestantse eredienst.

## Sociale kaart

### Gezondheid
- Psychiatrisch Centrum Broeders Alexianen, een psychiatrisch ziekenhuis

## Sport

### Voetbal
- Voetbalclub Boechoutse VV is aangesloten bij de KBVB met stamnummer 125. De club speelt in de provinciale reeksen, maar speelde halverwege de 20ste eeuw bijna twee decennia in de nationale Vierde Klasse.
- In de Antwerpse ere-afdeling van de KVV (Koninklijke Vlaamse Voetbalbond) spelen Oxaco Voetbal en Bacwalde SK.

### Andere sporten
- Volleybalclub Boechoutse VC speelt in de Antwerpse Eerste Provinciale.
- Korfbal Boechout-Vremde is een korfbalclub die werd opgericht in 1984 en uitkomt in de tweede klasse (veld) en derde klasse (zaal) van de Koninklijke Belgische Korfbalbond.

## Bekende Boechoutenaren

### Geboren
- Jan Frans Willems (1793 - 1846), auteur
- Jan Cockx (1891 - 1976), kunstschilder en keramist
- Vic Anciaux (1931 - 2023), politicus
- Theo Mertens (1932 - 2003), muzikant
- Albert Mariën (1936), politicus
- Bart Peeters (1959), muzikant en televisie- en radiopresentator
- Jimmy De Jonghe (1992), voetballer

### Woonachtig
Bekende personen die woonachtig zijn of waren in Boechout of een andere significante band met de gemeente hebben:
- Engelbertus Sterckx (1792 - 1867), aartsbisschop en kardinaal
- Flor Van Reeth (1884 - 1975), architect
- Jef Van Hoof (1886 - 1959), laat-romantisch componist
- George van Raemdonck (1888 - 1966), striptekenaar, schilder, cartoonist
- Eugeen De Ridder (1893 - 1962), auteur en volksdichter
- Julia Schuyten (1914 - 2005), onderduikgever
- Gust Geens (1919 - 2013), politicus
- Pom (1919 - 2014), striptekenaar van Piet Pienter en Bert Bibber
- Etienne Aussems, politicus
- Lydia Verbeeck (1948), schrijfster
- Jan Decleir (1946), acteur
- Fred Entbrouxk (1949), politicus
- Karel Vingerhoets (1953), acteur
- An Nelissen (1955), actrice
- Hugo Matthysen (1956), muzikant, televisie- en radiopersoonlijkheid
- Ria Van Den Heuvel (1956), politica
- Jan Leyers (1958), muzikant en reportagemaker
- Filip Peeters (1962), acteur
- Koen T'Sijen (1970), politicus
- An Miller (1974), actrice
- Philippe Geubels (1981), stand-upcomedian
- Sven Speybrouck (1981), radio- en televisiepresentator
- Jules Verstreken (1882-1961), schilder, woonde: Janssenlei 7, Boechout, getrouwd, een zoon. Mooie schilderijen, portret, stilleven, natuur van de Kempen, ook veel van Lier.! post-impressionistische stijl met rijk kleurenpalet.Later schilderde hij groote doeken met Kempenvennen en boerderijen.

## Nabijgelegen kernen
Mortsel, Hove, Vremde, Borsbeek, Lier
Aartselaar · Antwerpen · Arendonk · Baarle-Hertog · Balen · Beerse · Berlaar · Boechout · Bonheiden · Boom · Bornem · Brasschaat · Brecht · Dessel · Duffel · Edegem · Essen · Geel · Grobbendonk · Heist-op-den-Berg · Hemiksem · Herentals · Herenthout · Herselt · Hoogstraten · Hove · Hulshout · Kalmthout · Kapellen · Kasterlee · Kontich · Laakdal · Lier · Lille · Lint · Malle · Mechelen · Meerhout · Merksplas · Mol · Mortsel · Niel · Nijlen · Olen · Oud-Turnhout · Putte · Puurs-Sint-Amands · Ranst · Ravels · Retie · Rijkevorsel · Rumst · Schelle · Schilde · Schoten · Sint-Katelijne-Waver · Stabroek · Turnhout · Vorselaar · Vosselaar · Westerlo · Wijnegem · Willebroek · Wommelgem · Wuustwezel · Zandhoven · Zoersel

België: Provincies · Gemeenten